# Jordan Goodwin

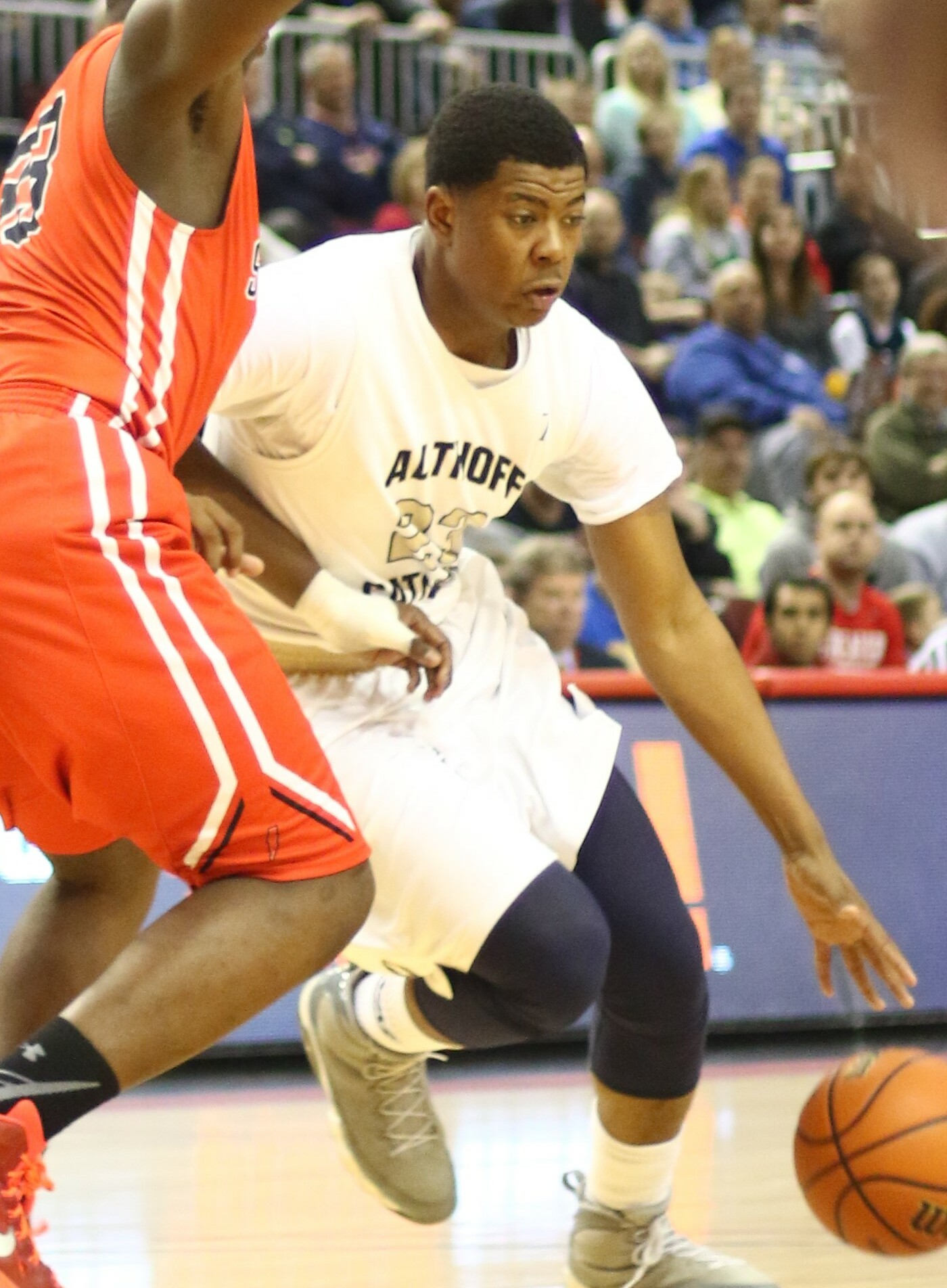
Jordan Goodwin, 2015.

Jordan Goodwin, född 23 oktober 1998 i Centreville i Illinois, är en amerikansk professionell basketspelare (PG) som spelar för Phoenix Suns i National Basketball Association (NBA). Han har tidigare spelat för Washington Wizards, Memphis Grizzlies och Los Angeles Lakers.
Goodwin blev aldrig NBA-draftad.
Innan han blev proffs studerade Goodwin vid Saint Louis University och spelade för deras idrottsförening Saint Louis Billikens.